# Mihrişah Sultan
Mihrişah Sultan (* um 1745 in Georgien; † 16. Oktober 1805 in Istanbul) war eine Gemahlin des osmanischen Sultans Mustafa III. und unter ihrem Sohn Selim III.  von 1789 bis 1805 Valide Sultan.

## Leben

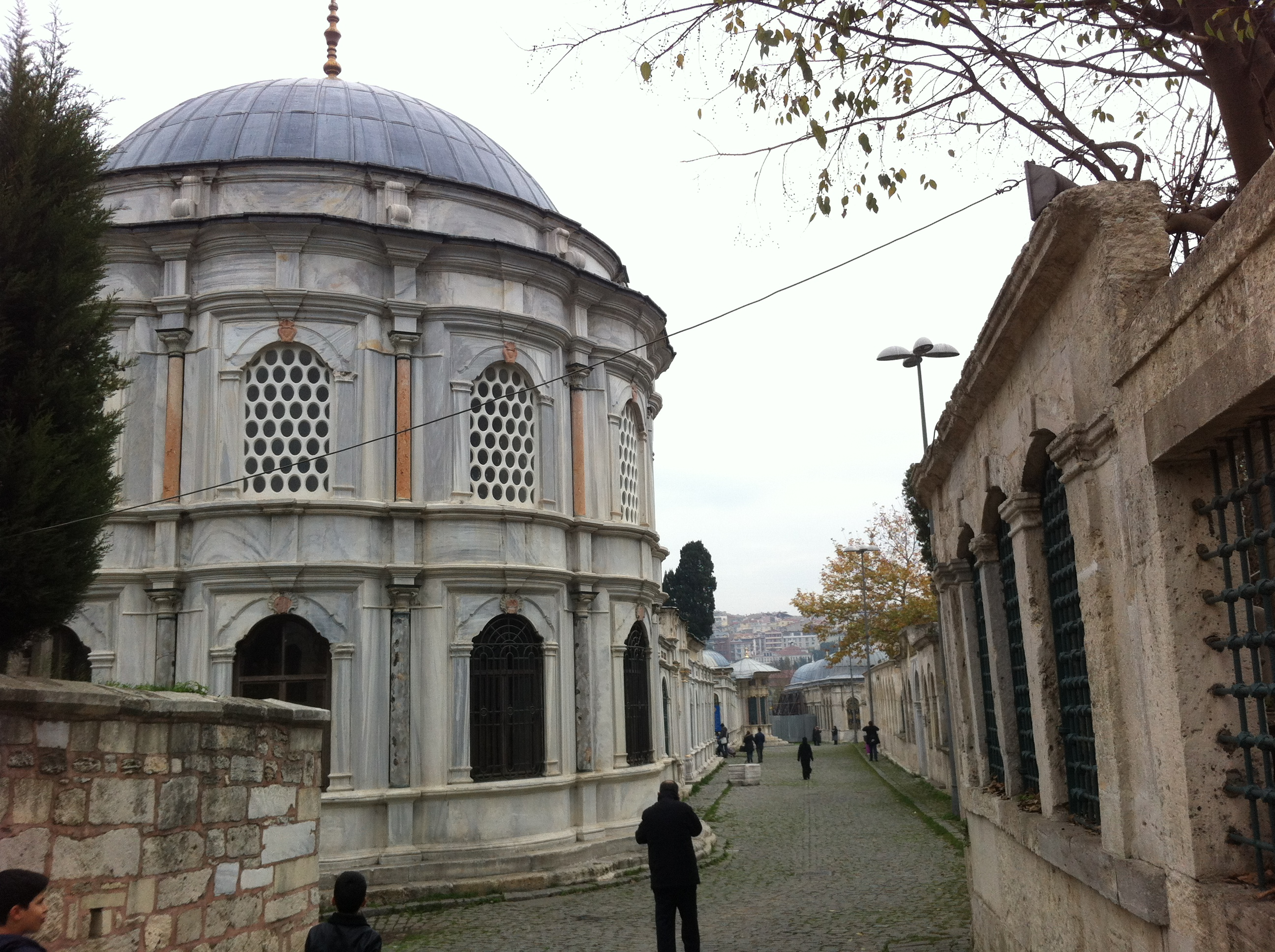
Türbe von Mihrişah Sultan

Mihrişah Sultan wurde um 1745 in Georgien als Tochter eines georgischen Priesters geboren. Aufgrund ihrer außerordentlichen Schönheit wurde sie auch „die georgische Schönheit“ (türkisch Gürcü güzeli) genannt. Ihr Geburtsname ist unbekannt, sie erhielt den osmanischen Namen Mihr-î-Şah, was im Persischen „Sonne (oder Licht) des Königs“ bedeutet.
Mihrişah heiratete Mustafa nach dessen Thronbesteigung im Jahr 1757 und wurde zur Gemahlin im Harem. Am 14. März 1759 gebar sie ihr erstes Kind, die Tochter Hibetullah Sultan. In den dreißig Jahren zuvor war kein Kind in der kaiserlichen Familie geboren worden, daher wurde Hibetullahs Geburt in ganz Istanbul gefeiert. Am 2. Juni 1759 verlobte sie Mustafa mit Mahir Hamza Pascha. Sie starb allerdings am 7. Juni 1762 im Alter von nur drei Jahren.
Am 24. Dezember 1761 gebar sie ihr zweites Kind, den Sohn Şehzade Selim. Die Geburt des Thronfolgers wurde von Feierlichkeiten begleitet, die eine Woche dauerten. Am 9. Januar 1770 gebar sie eine weitere Tochter mit dem Namen Fatma Sultan, die im Alter von zwei Jahren am 26. Mai 1772 starb. Bald trug sie den Titel der Kadın Efendi.
Als Mustafa im Jahr 1774 starb, bezog Mihrişah als Witwe den Eski Saray im Istanbuler Stadtviertel Beyazıt. Mustafas jüngerer Bruder Abdülhamid I. bestieg den Sultansthron.
Als Abdülhamid nach fünfzehnjähriger Regentschaft starb, wurde Şehzade Selim 1789 als Selim III. sein Nachfolger und Mihrişah zur Valide Sultan. Selim ließ den Teil des Harems im Topkapı-Palastes für seine Mutter renovieren, der für die Sultane vorgesehen war. Zeitgenossen berichteten, dass der Sultan dort jeden Tag seine Mutter besuchte und mit ihr plauderte. Mihrişah soll diese Nähe nie missbraucht haben und war nicht in die Verwaltung und Politik des Staates involviert.
Als er der Sultan das Heer reformierte und die neue Infanterieeinheit Nizâm-ı Cedîd gründete, waren sowohl Mihrişah als auch ihr Kethüda Yusuf Agha starke Unterstützer der Reformen.
Mihrişah Sultan starb 1805 an einer nicht überlieferten Krankheit und wurde in ihrer Moschee in Eyüp beerdigt. Ihre Schwiegertochter Refet Kadın, die vierte Kadın ihres Sohnes, wurde an ihrer Seite bestattet.

## Bautätigkeit

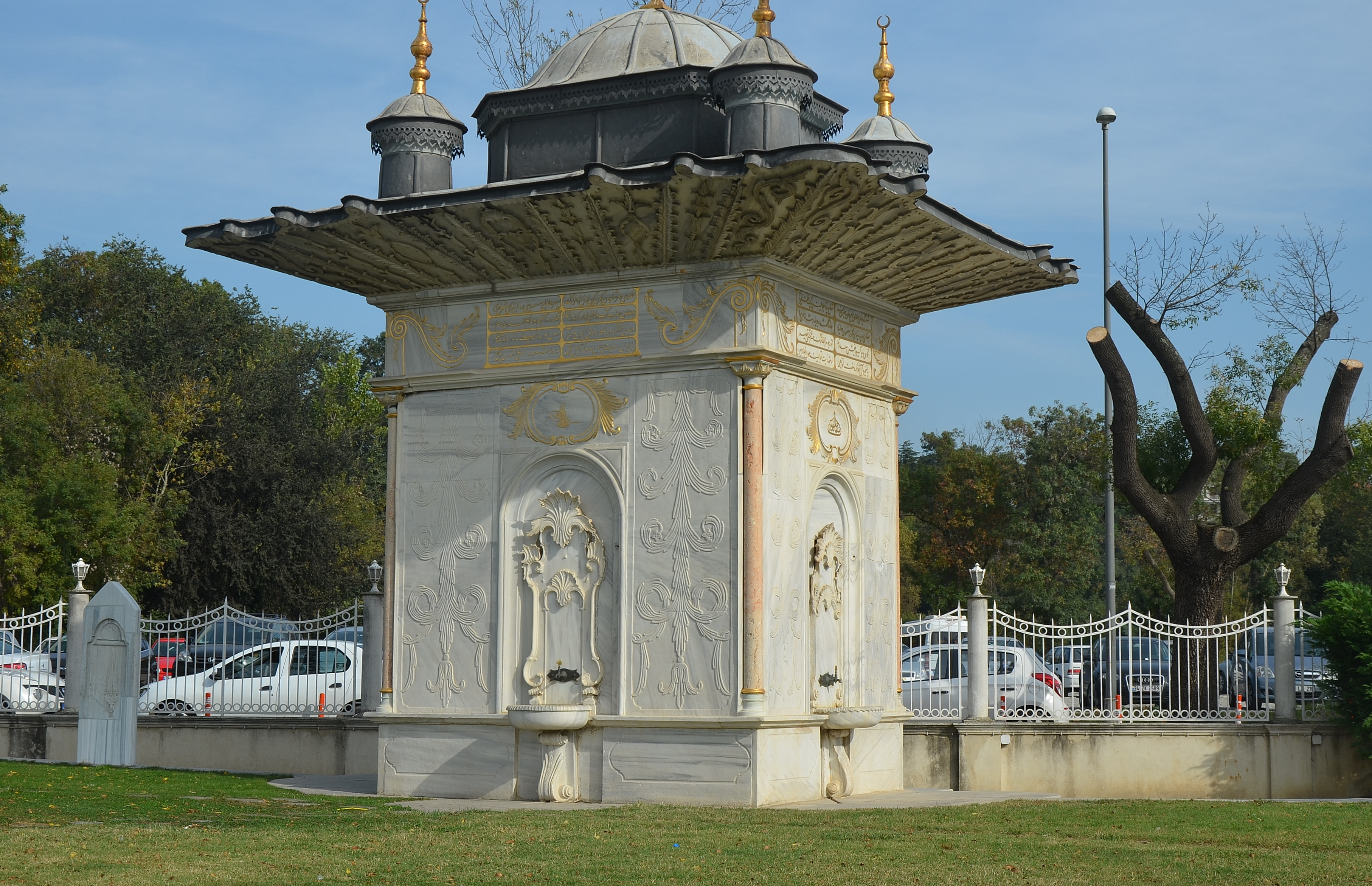
Mihrişah-Sultan-Brunnen in Yeniköy

Mihrişah und ihr Sohn waren beide Mitglieder des Mevlevi-Ordens. Sie galt als fromm und stiftete in den 1790er Jahren viele Schulen und Moscheen. Im Jahr 1793 gründete sie die Halıcıoğlu-Moschee und ließ im folgenden Jahr den Silahtar-Yusuf-Pascha-Brunnen sanieren.
Die Humbaracıhane, eine Artillerie-Kaserne, wurden 1792 von Selim III. erbaut. Der großzügige Gebäudekomplex mit Kanonengussanlagen, Ausbildungsstätten, Trainingsplätzen, Küche, Ställen, Bädern, Wohnräumen und Moschee gilt es als erstes modernes Beispiel für groß angelegte Kasernengebäude. Mihrişah spendete dem Gebäudekomplex eine Moschee.
Im Jahr 1795 gründete sie die Mihrişah Valide Sultan Külliyesi im Viertel Eyüp in Istanbul. Der großzügige Gebäudekomplex mit barocken Stilelementen besteht aus einer Schule, einer Imaret, mehreren Brunnen und einer Türbe. Im Jahr 1805 gab sie den Bau des Mihrişah-Valide-Sultan-Brunnens im Istanbuler Viertel Yeniköy in Auftrag. Die Imaret, die im Auftrag von Mihrişah erbaut wurde, ist bis heute in Betrieb. Im Jahr 1792 ließ sie in Erinnerung an ihre Tochter Fatma Sultan einen weiteren Brunnen bauen. Im Jahr 1796 errichtete Mihrişah einen Brunnen zwischen Eminönü Und Balıkpazarı. Ein Brunnen entstand 1797 im Viertel Kılıçali in Beşiktaş, zwei weitere auf den Außenseiten ihrer Türbe in Eyüp im Jahr 1801. Ein Brunnen wurde außerdem 1791 in Üsküdar in Erinnerung an ihre Tochter Hibetullah Sultan errichtet, ein Brunnen 1797 in Fındıklı und 1805 einer in Yeniköy für die andere Tochter Fatma Sultan.
Mihrişah ließ außerdem einen Staudamm errichten. Dieser sollte nach zeitgenössischen Quellen die Wasserversorgung der Stadt verbessern. Der Damm wurde nach Entwürfen des Baumeisters Krikor Amira Balyan 1796 nördlich des Dorfes Bahçeköy errichtet, das zum nördlichen Istanbuler Stadtbezirk Sarıyer gehört. Der Valide Sultan Bendi verdoppelte die Wassermenge der Taksim-Wasserversorgung.

## Rezeption
Im Schweizer Filmdrama Die Favoritin aus dem Jahr 1989, das die Geschichte von Aimée du Buc de Rivéry erzählt, wird Mihrişah von der französischen Schauspielerin Andréa Parisy verkörpert. In der türkischen Miniserie Esir Sultan übernahm die türkische Schauspielerin İpek Tenolcay die Rolle der Mihrişah Sultan.